# Eusocijalnost
Eusocijalnost (od grčkog ευ - dobro i latinskog socialis - drugarstvo, prijateljstvo) je naziv za takav obrazac ponašanja u životinjskom carstvu kad one tvore "zadruge", ili "društva". Pojava je vrlo česta kod opnokrilaca, primerice kod mrava, medonosnih pčela i osa, no postoji i kod drugih socijalnih kukaca, kao što su termiti, drugi člankonošci i čak i kod nekih rakova. 
Jedini poznati eusocijalni sisavci su gole krtice. Rod Cryptomys iz reda glodavaca nije jedinstveno prihvaćen kao eusocijalan. Ponekad se i nekim psima pripisuje određena eusocijalnost. Iako kod njih pojedini članovi skupine nisu sterilni, pare se najčešće samo alfa par, alfa mužjak i alfa ženka.
Za pravu eusocijalnost moraju biti ispunjena četiri uvjeta:
- suradnja više jedinki u njezi legla i mladunaca
- zajedničko prikupljanje hrane i obrana
- podjela zajednice na plodne i neplodne jedinke
- zajednički život većeg broja generacija

Ako je ispunjen samo prvi uvjet, takva vrsta naziva se kvazisocijalnom, a ako je ispunjen samo zadnji uvjet, riječ je o semisocijalnoj vrsti. Prijelazi mogu biti i vrlo fluidni. 
Eusocijalnost podrazumijeva i vrlo strogu podjelu jedinki prema zadacima koje obavljaju, kao što je oplodnja, briga o podmlatku, gradnja gnijezda ili legla, obrana od neprijatelja i vođenje određene skupine.
Kako je preduvjet eusocijalnosti vrlo visok stupanj nesebičnosti, na njih se redovno primjenjuje teorija o sebičnom genu.  